# Corporal Kirchner
Michael Penzel, noto con lo pseudonimo Corporal Kirchner (Chicago, 7 settembre 1957 – Silver City, 22 dicembre 2021), è stato un wrestler statunitense che ha lottato negli anni '80 nella World Wrestling Federation e in Giappone (utilizzando il ring name Leatherface).

## Carriera militare
Penzel si arruolò nell'esercito statunitense da ragazzo, diventando un parà nella 82nd Airborne Division. Lasciò l'esercito dopo i vent'anni.

## Carriera nel wrestling
Mentre lavorava come meccanico in Minnesota, Penzel conobbe Hulk Hogan in palestra. Hogan lo introdusse nella American Wrestling Association presentandogli Verne Gagne ed instradandolo verso la carriera di lottatore.

### World Wrestling Federation
Dopo un primo periodo di prova nella World Wrestling Federation come "RT Reynolds", gli venne assegnata la gimmick del militare dopo che Vince McMahon scoprì che era stato nell'esercito. Quindi Penzel adottò il ring name Corporal Kirchner, un rude patriota americano. Ebbe un breve feud con Nikolai Volkoff nel 1986, che incluse una vittoria su Volkoff a WrestleMania 2 in un Flag Match. Durante un'intervista pre-Wrestlemania 2 con Jesse "The Body" Ventura, Kirchner parlò del suo periodo nell'esercito, e fece anche dei riferimenti al passato di Ventura come Navy SEAL, causando la sua momentanea "uscita dal personaggio".
Partecipò alla tournée in Australia della WWF nel 1986, lottando in varie città come Adelaide, Brisbane, Melbourne, Perth e Sydney. Veniva considerato un combattente abbastanza "stiff" e la sua carriera ne risentì in quanto molti wrestler non volevano lavorare con lui, per paura di infortuni. Nel 1987 fu sospeso dalla WWF dopo aver fallito un test anti-droga, e quando il periodo di sospensione ebbe fine, non volle tornare nella compagnia. Kirchner andò a combattere nella Stampede Wrestling di Calgary, Alberta, Canada. Qui si faceva chiamare "Col. Kirchner".
Nonostante il suo periodo di permanenza nella federazione non fu di lunga durata, Corporal Kirchner acquisì una certa popolarità e la LJN, casa produttrice di giocattoli e videogiochi, creò una sua action figure nella linea Wrestling Superstars.
Nel 2001, Kirchner fu annunciato come uno dei partecipanti alla Gimmick Battle Royal di WrestleMania X-Seven. La WWF diffuse anche una foto promozionale con lui presente su WWF.com in occasione del match, ma il suo nome venne rimosso poche settimane prima dell'evento.

### Giappone
Dopo aver abbandonato la WWF, lottò con successo in Giappone con il ring name e gimmick di Leatherface, il personaggio del film Non aprite quella porta. Inizialmente lottò nella W*ING di Victor Quiñones, ma in seguito fu arrestato ed incarcerato per sei mesi dopo aver aggredito un fan. Durante il tempo trascorso in prigione, la gimmick di Leatherface venne assegnata a un altro wrestler, Rick Patterson, che poi lasciò la W*ING per passare alla International Wrestling Association of Japan. Durante un successivo match disputato nella IWA dal "nuovo" Leatherface, l'originale Leatherface (Kirchner) apparve tra il pubblico.
Questo fatto portò alla nascita del tag team denominato The Leatherfaces, che durò solo lo spazio di un match. Il 13 dicembre 1994, i Leatherfaces affrontarono Shoji Nakamaki & Hiroshi Ono, in un Double Hell Deathmatch. In un incontro che sarebbe diventato un classico dell'hardcore wrestling, Kirchner infranse la kayfabe dopo il match e ferì realmente Ono. Kirchner lasciò la IWA poco tempo dopo, e la compagnia comunicò di averlo licenziato, anche se la notizia non venne mai confermata.
Kirchner passò quindi alla Frontier Martial-Arts Wrestling. Utilizzando una versione modificata della sua gimmick di Leatherface, debuttò con il nome Super Leather e poi formò un tag team con Chris Romero. La coppia si rivelò di successo, e i due ottennero alcune vittorie di prestigio. Kirchner rimase nella FMW fino alla chiusura della federazione nel 2002, e nel 2004 si ritirò dal ring.

### Semi-ritiro
Nel 2007, Kirchner riprese il personaggio di Leatherface per il suo primo match dal 2004. Il 25 febbraio 2007, lottò in coppia con Jayson Voorhees come "The Serial Killers" perdendo contro Mad Man Pondo & Necro Butcher durante il Tempest Release Party degli Insane Clown Posse. Il 2 marzo i Serial Killers sconfissero KJ Hellfire & Ricky al Tempest Release Party.

## Vita privata
Il 15 ottobre 2006 fu erroneamente data la notizia della morte di Kirchner da un ex impiegato della World Wrestling Entertainment. Il 21 ottobre arrivò la smentita ufficiale. La madre di Kirchner sentì la notizia e telefonò subito al figlio. Kirchner e la madre quindi contattarono la WWE per dire che la notizia del decesso era falsa, e ciò portò alla successiva smentita da parte della WWE. Kirchner, che all'epoca lavorava come camionista, si disse sorpreso e contento che la gente ancora si ricordasse di lui dopo 20 anni dal suo momento di fama in WWF/E.
Muore nella sua casa di Silver City  il 22 dicembre 2021 all'età di 64 anni.

## Personaggio
Mosse finali
- Airbourne Slam (Fallaway slam)[11]
- Corporal Clutch (Cobra clutch)[2][3] – WWF

## Titoli e riconoscimenti
- Frontier Martial-Arts Wrestling
  - FMW Brass Knuckles Heavyweight Championship (1)[12]
  - FMW Brass Knuckles Tag Team Championship (1 time) – con Jason the Terrible[13]
  - FMW World Street Fight 6-Man Tag Team Championship (1) – con The Headhunters[14]
- Wrestling International New Generations
  - W*ING World Tag Team Championship (1) – con Freddy Krueger[15]
- Pro Wrestling Illustrated
  - 287º nella lista dei migliori 500 wrestler singoli nei PWI 500 del 1991[16]